# 扬国大长公主
扬国大长公主（10世纪？—1033年），宋太宗第四女。母臧氏。
生年没有记载。至道三年（997年），封宣慈长公主。咸平五年（1002年），进鲁国长公主，下嫁左卫将军柴宗庆，赐第普宁坊。柴宗庆是柴禹锡之孙，宋真宗命公主以妇礼谒柴禹锡宅第。历徙韩、魏、徐、福四国长公主。宋仁宗即位，进姑母为邓国大长公主。明道二年（1033年），薨逝，追封晋国，谥号和靖。元符年间封扬国大长公主。政和年间改为和靖大长帝姬。公主性妒，柴宗庆无子，过继兄子为后。